# 長野県道207号美篶箕輪線
長野県道207号美篶箕輪線（ながのけんどう207ごう みすずみのわせん）は、長野県伊那市と上伊那郡箕輪町を結ぶ一般県道。

## 概要

### 路線データ
- 起点：伊那市美篶南割（笠原入口交差点、国道361号交点）
- 終点：上伊那郡箕輪町大字中箕輪字木下（木下南部交差点、国道153号交点）

## 通過する自治体
- 伊那市
- 上伊那郡箕輪町

## 重複区間
- 長野県道19号伊那辰野停車場線（卯ノ木交差点 - 箕輪町三日町間）

## 交差する道路
- 国道361号（笠原入口交差点）
- 長野県道19号伊那辰野停車場線 (卯ノ木交差点)
- 箕輪バイパス (木下南新町交差点)
- 国道153号（木下南部交差点）

## 周辺
- 伊那市役所手良支所